# Ньюман, Энн Б.
Энн Б. Ньюман (англ. Anne B. Newman, род. 1955), доктор медицины, магистр здравоохранения, учёный, занимающаяся эпидемиологией и геронтологией. Она получила степени бакалавра, магистра и доктора в Питтсбургском университете. Основное внимание доктора Ньюман уделяется атеросклерозу, долголетию и тем, какие конкретные факторы позволяют людям процветать во время старения. Она хорошо разбирается в сердечно-сосудистых заболеваниях, саркопении, а также в вопросах физических и психических функций организма. Американский учёный-исследователь родилась в Пенсильвании и специализируется на гериатрии, геронтологии и эпидемиологии. Она была первым учёным, удостоенным награды Кэтрин М. Детре по специальности «Здоровье населения» Питтсбургского университета. Она широко публикуется и была включена в ежегодный список самых цитируемых учёных ISI Web of Knowledge за 2015 год, опубликованный Thomson Reuters. Ньюман является членом почётного общества Delta Omega в области общественного здравоохранения и Американского эпидемиологического общества. Доктор Ньюман имеет высшую квалификацию в области гериатрической медицины, а её сертификат выдан Американским советом по внутренней медицине. Ньюман живёт в Пойнт-Бриз, штат Пенсильвания, со своим мужем Фрэнком Кирквудом. Она мать троих детей: Дэна, Джо и Бриджит.

## Образование
В 1978 году Ньюман окончила Питтсбургский университет со степенью бакалавра биологии. В 1982 году она получила степень доктора медицины в Медицинской школе Питтсбургского университета. Ньюман завершила ординатуру в больнице пресвитерианского университета в Питтсбурге, штат Пенсильвания. Она продолжала работать в той же больнице, чтобы получить стипендию по гериатрии. По завершении стажировки в 1987 году Ньюман также получила степень магистра общественного здравоохранения в Университете Питтсбурга.

## Исследования
Доктор Ньюман начала свою исследовательскую карьеру с 19-летнего исследования сердечно-сосудистой системы Национального института сердца, лёгких и крови в 1988 году, в ходе которого у мужчин и женщин в возрасте 65 лет и старше оценивались факторы риска, последствия и естественная история сердечно-сосудистых заболеваний. Она также исследовала массу тела и влияние абдоминального жира на нижнюю часть тела (жировые отложения на бёдрах и ягодицах), подтвердив, что наличие жира в организме влияет на здоровье. Она исследовала влияние фитнеса на когнитивные, мышечные и физические функции при старении и долголетии. Ньюман принимала участие в нескольких долгосрочных исследованиях старения, проводимых при грантах Национального института здравоохранения и CDC, и выступала в качестве ведущего исследователя. В настоящее время она работает главным исследователем клинических испытаний в Национальном институте старения (NIA). Её текущие исследования включают «Образ жизни и независимость для пожилых людей» (2009—2016), «АСПирин для уменьшения числа случаев у пожилых» (2009—2016), Исследование «Долгая жизнь семьи» (2004—2019) и исследование CHS All Stars «Исключительное старение: 12-летняя траектория для функционирования» (2004—2016).

## Достижения
В 2005 году Энн Ньюман поступила на факультет Питтсбургского университета, где она одновременно является заведующей кафедрой эпидемиологии и директором Центра старения и здоровья населения. В этом центре есть Центр профилактики CDC, который известен своей подготовкой докторантов в области эпидемиологии старения, которые были удостоены награды NIA National Service Award. Ньюман ведёт четыре курса в Питтсбургском университете: «Углублённая эпидемиология старения», «Биология и физиология старения», «Письмо по эпидемиологии: рукописи и гранты» и «Эпидемиологические основы контроля заболеваний». В 2014 году Энн была удостоена чести стать первым учёным, удостоенным награды Кэтрин М. Детре кафедры наук о здоровье населения в Питтсбургском университете. Ньюман опубликовала более 500 статей в научных журналах, является заместителем редактора Journal of Gerontology: Medical Science. Она была включена в ежегодный список самых цитируемых учёных ISI Web of Knowledge за 2015 год, который публикует Thomson Reuters.

## Публикации
1. Sebastiani, Paola; Thyagarajan, Bharat; Sun, Fangui; Schupf, Nicole; Newman, Anne B.; Montano, Monty; Perls, Thomas T. (6 января 2017). Biomarker signatures of aging. Aging Cell. 16 (2): 329–338. doi:10.1111/acel.12557. ISSN 1474-9726. PMC 5334528. PMID 28058805.
2. Santanasto, Adam J.; Glynn, Nancy W.; Jubrias, Sharon A.; Conley, Kevin E.; Boudreau, Robert M.; Amati, Francesca; Mackey, Dawn C.; Simonsick, Eleanor M.; Strotmeyer, Elsa S. (9 декабря 2016). Skeletal Muscle Mitochondrial Function and Fatigability in Older Adults. The Journals of Gerontology Series A: Biological Sciences and Medical Sciences. 70 (11): 1379–1385. doi:10.1093/gerona/glu134. ISSN 1079-5006. PMC 4612379. PMID 25167867.
3. Reinders, Ilse; Murphy, Rachel A.; Martin, Kathryn R.; Brouwer, Ingeborg A.; Visser, Marjolein; White, Daniel K.; Newman, Anne B.; Houston, Denise K.; Kanaya, Alka M. (9 декабря 2016). BMI Trajectories in relation to Change in Lean Mass and Physical Function: The Health ABC Study. Journal of the American Geriatrics Society. 63 (8): 1615–1621. doi:10.1111/jgs.13524. ISSN 0002-8614. PMC 4785850. PMID 26289686.
4. Perera, Subashan; Patel, Kushang V.; Rosano, Caterina; Rubin, Susan M.; Satterfield, Suzanne; Harris, Tamara; Ensrud, Kristine; Orwoll, Eric; Lee, Christine G. (9 декабря 2016). Gait Speed Predicts Incident Disability: A Pooled Analysis. The Journals of Gerontology Series A: Biological Sciences and Medical Sciences. 71 (1): 63–71. doi:10.1093/gerona/glv126. ISSN 1079-5006. PMC 4715231. PMID 26297942.
5. Corrales-Medina, Vicente F.; Taljaard, Monica; Yende, Sachin; Kronmal, Richard; Dwivedi, Girish; Newman, Anne B.; Elkind, Mitchell S.V.; Lyles, Mary F.; Chirinos, Julio A. (9 декабря 2016). Intermediate and Long-Term Risk of New-Onset Heart Failure after Hospitalization for Pneumonia in Elderly Adults. American Heart Journal. 170 (2): 306—312.e6. doi:10.1016/j.ahj.2015.04.028. ISSN 0002-8703. PMC 4548825. PMID 26299228.
6. Katzman, Shana M.; Strotmeyer, Elsa S.; Nalls, Michael A.; Zhao, Yiqiang; Mooney, Sean; Schork, Nik; Newman, Anne B.; Harris, Tamara B.; Yaffe, Kristine (9 декабря 2016). Mitochondrial DNA Sequence Variation Associated With Peripheral Nerve Function in the Elderly. The Journals of Gerontology Series A: Biological Sciences and Medical Sciences. 70 (11): 1400–1408. doi:10.1093/gerona/glu175. ISSN 1079-5006. PMC 4612380. PMID 25394619.
7. Åsvold, Bjørn O.; Vatten, Lars J.; Bjøro, Trine; Bauer, Douglas C.; Bremner, Alexandra; Cappola, Anne R.; Ceresini, Graziano; den Elzen, Wendy P. J.; Ferrucci, Luigi (9 декабря 2016). Thyroid Function Within the Normal Range and Risk of Coronary Heart Disease. JAMA Internal Medicine. 175 (6): 1037–1047. doi:10.1001/jamainternmed.2015.0930. ISSN 2168-6106. PMC 4732559. PMID 25893284.
8. Marcum, Zachary A.; Perera, Subashan; Newman, Anne B.; Thorpe, Joshua M.; Switzer, Galen E.; Gray, Shelly L.; Simonsick, Eleanor M.; Shorr, Ronald I.; Bauer, Douglas C. (9 декабря 2016). Antihypertensive Use and Recurrent Falls in Community-Dwelling Older Adults: Findings From the Health ABC Study. The Journals of Gerontology Series A: Biological Sciences and Medical Sciences. 70 (12): 1562–1568. doi:10.1093/gerona/glv095. ISSN 1079-5006. PMC 4643613. PMID 26265732.
9. Sink, Kaycee M.; Espeland, Mark A.; Castro, Cynthia M.; Church, Timothy; Cohen, Ron; Dodson, John A.; Guralnik, Jack; Hendrie, Hugh C.; Jennings, Janine (25 августа 2015). Effect of a 24-Month Physical Activity Intervention vs Health Education on Cognitive Outcomes in Sedentary Older Adults: The LIFE Randomized Trial. JAMA. 314 (8): 781–790. doi:10.1001/jama.2015.9617. ISSN 1538-3598. PMC 4698980. PMID 26305648.
10. Chalhoub, Didier; Cawthon, Peggy M.; Ensrud, Kristine E.; Stefanick, Marcia L.; Kado, Deborah M.; Boudreau, Robert; Greenspan, Susan; Newman, Anne; Zmuda, Joseph (9 декабря 2016). Risk of non-spine fractures among older men and women with sarcopenia, low bone mass, or both. Journal of the American Geriatrics Society. 63 (9): 1733–1740. doi:10.1111/jgs.13605. ISSN 0002-8614. PMC 4625906. PMID 26310882.
11. Hall, Martica H.; Smagula, Stephen F.; Boudreau, Robert M.; Ayonayon, Hilsa N.; Goldman, Suzanne E.; Harris, Tamara B.; Naydeck, Barbara L.; Rubin, Susan M.; Samuelsson, Laura (1 февраля 2015). Association between Sleep Duration and Mortality Is Mediated by Markers of Inflammation and Health in Older Adults: The Health, Aging and Body Composition Study. Sleep. 38 (2): 189–195. doi:10.5665/sleep.4394. ISSN 0161-8105. PMC 4288599. PMID 25348127.